# 舍资河
舍资河，位于中国云南省中部，是绿汁江上游星宿江段右岸支流，发源于元谋县南部羊街镇花同村（原花同乡）东南，蜿蜒向南流入禄丰县，经禄丰一平浪镇杞栽村、马保村、横沟村、苏家村、斑鸠村、三村村，过一平浪镇治后转东流，于大花桥汇入星宿江。全长47.5公里，流域面积397.1平方公里，落差1134.4米。年均流量0.735亿立方米。